# Демченко Віталій Григорович
Демченко Віталій Григорович (нар. 7 листопада 1937, Мерефа Харківської області) — український поет, перекладач, публіцист. Член СП СРСР (1974), член Національної спілки письменників України.

## Біографія
Народився у сім'ї військовослужбовця. У 1960 р. закінчив філологічний факультет Чернівецького державного університету (ЧДУ).
Працював учителем у с. Великий Кучурів Сторожинецького району Чернівецької області, згодом — у геологорозвідувальній експедиції, подолавши тисячі кілометрів, побувавши у важкодоступних куточках Сибіру, Камчатки, Сахаліну, Крайньої Півночі. Саме дороги диктували теми його віршам, надихали на написання.
Впродовж 1962—1976 рр. пацював редактором на Чернівецькому обласному радіо, відтак — директором Будинку письменника Ченівецької обласної організації СПУ, вів школу молодих початкуючих літераторів. Обирався делегатом УІІ, УІІІ, ІХ з'їздів письменників України.
Пише українською і російською мовами. Друкувався в багатотиражці «Радянський студент» ЧДУ, в обласних і республіканських виданнях.

## Книги
- Демченко В. Романтика. — Ужгород: Карпати,1966.
- Демченко В. Шаги за горизонт. — Ужгород: Карпати, 1968.
- Демченко В. Под хвойным небом: Стихи. — К.: Молодь, 1974. — 39 с.
- Демченко В. Полюс тепла: Стихи. — Ужгород: Карпати, 1975. — 76 с.
- Демченко В. Кольца жизни: Стихи. — Ужгород: Карпати, 1979. — 143 с.
- Демченко В. Песнь о земле: Стихи. — Ужгород: Карпати, 1982. — 62 с.
- Демченко В. Танец плодородия: Стихи. — К.: Рад.письменник, 1983. — 79 с .
- Демченко В. Сопричастность. — Ужгород: Карпати, 1986.
- Демченко В. Живя на земле: Стихи. — К.: Дніпро,1987. — 134 с.
- Демченко В. Тополя вдоль млечного пути: Стихи. — Чернівці: Прут, 1994. — 284 с. — ISBN 5-7707-5547-4.
- Демченко В. Романтика (1996),
- Демченко В. Отзвучие наскальных писаниц: Сборник стихов. — Хмельницький: НВП «Еврика» ТОВ, 2001. − 96. — ISBN 966-7959-25-2.
- Демченко В. Сахара толпы: Стихи. — Чернівці: Зелена Буковина, 2004. — 128 с. — ISBN 966-8410-11-4.
- Демченко В. Муравьиный ручеёк. — Чернівці: Ратуша, 2006.
- Демченко В. Вникаю в суть земного бытия: Стихи. — Чернівці: Зелена Буковина, 2007. — 108 с. — ISBN 996-8410-54-2.
- Демченко В. Сотворение гармонии: Стихи. — Чернівці: Зелена Буковина,2008. — 240 с. — ISBN 978-966-8410-46-7.
- Демченко В. Избранное в трех томах: Т. І. — Чернівці: Зелена Буковина, 2009. — 264 с. — ISBN 978-966-8410-52-3.
- Демченко В. Избранное в трех томах: Т. ІІ. — Чернівці: Зелена Буковина, 2009. — 400 с. — ISBN 978-966-8419-53-9.
- Демченко В. Под взглядом Горгоны: Стихи. — Чернівці: Місто, 2010. — 512 с. — ISBN 978-966-2951-75-2.
- Демченко В. На звёздном ветру: Стихотворения. — Чернівці: Зелена Буковина, 2010. — 326 с. — ISBN 978-966-8410-54-7.
- Демченко В. Избранное: Т. ІУ. — Чернівці: Прут, 2011. — 644 с. — ISBN 978-966-560-536-2.
- Демченко В. Красивые люди. — Чернівці: Прут,2011. — 224 с. — ISBN 978-966-560-544-7.
- Демченко В. Весёлка в мыльном пузыре: Стихи. — Чернівці: Прут, 2012. — 224 с. — ISBN 978-966-560-497-6.
- Демченко В. Черновцы=Chernovtsv. — Ужгород: Карпати, 1981 (співавт. Сакундяк А. Д.).
- Демченко В. Чернівці. — Ужгород: Карпати 1975 (співавт. Місевич В. Х.).
- Упорядкував збірку літературних творів СПУ Буковини «На крилах духовності» (Чернівці: Зелена Буковина, 2006; співавт. В. Обдуленко, В. Мельник).

Низку віршів поет присвятив видатним митцям України: Тарасу Шевченку, Юрію Федьковичу, Дмитру Гнатюку та ін.

## Нагороди
- Премія імені Кузьми Галкіна в галузі літератури і мистецтва (1977) за збірки поезій: «Романтика», «Шаги за горизонт», «Полюс тепла», «Кольца жизни».
- Літературна премія імені Дмитра Загула (2010).
- На славу Чернівців -- відзнака Чернівецької міської ради.
- За заслуги перед Буковиною - відзнака Чернівецької обласної ради

## Відгуки, рецензії
|                                                | Основні мотиви творчості — романтика першопроходжень, праця та духовна спільність людей Крайньої Півночі,гармонійне єднання Людини і Природи, дружба народів, духовна досконалість сучасника |
| — З представлення на премію ім. Кузьми Галкіна | |

|                                                         | …Самобутньо дзвенить Демченкове слово, відкриваючи розумом і серцем, глибокодушевне, аж філософське, бачення життя. Його не лякає майбутнє — минуле катує, він нагадує прості істини: „діліться радістю і хлібом“, „втавай на повний зріст — назустріч дню“, „щоб відродження зміст зрозуміти, пора наставників міняти“… Багато свіжого і незвичного в поетовій палітрі. Співом відкритої, людяної душі він дивовижно торкається найрізноманітніших проблем. |
| — Згусток думок, сміливість шукань // Буковинське віче. | |

Про Віталія Демченка писали газети «Літературна Україна», «Радянська Буковина», «Молодий буковинець», «Буковинське віче», «Буковина», «Чернівці!», «Версії», «Погляд», журнал «Жовтень», «Буковинський журнал» та ін. Твори рецензували критики Володимир Дячков, Анатолій Масловський, літературознавець Богдан Мельничук, письменники Віталій Колодій, Тамара Севернюк, Марія Матіос, Володимир Вознюк, журналісти, літератори Михайло Брозинський, Юхим Гусар, Юрій Скиба та ін.